# Speechless (bài hát của Michael Jackson)
"Speechless" (tạm dịch: "Không nói nên lời") là một bài hát của nghệ sĩ thu âm người Mỹ Michael Jackson, được trích từ album phòng thu thứ 10 của ông là Invincible (2001). "Speechless" chỉ được phát hành dưới dạng đĩa đơn quảng bá tại Hàn Quốc. Jackson đã sáng tác bài hát với nguồn cảm hứng là ballad sau một trận đấu bóng nước với trẻ em Đức. Ông đã hợp tác trong việc sản xuất với các nghệ sĩ Jeremy Lubbock, Brad Buxer, Novi Novoq, Stuart Bradley và Bruce Swedien. Andraé Crouch và dàn hợp xướng nhạc phúc âm của ông đã trợ giúp trong việc hát bè.
Những người thực hiện tại hãng đĩa của Jackson, Epic Records, đã phản hồi tích cực khi được xem xét một vài tháng trước khi album Invincible được phát hành. "Speechless" được đề xuất phát hành dưới dạng đĩa đơn quảng bá, và đạt được những đánh giá trái chiều từ phía phê bình. Những lời bình tập trung vào giọng hát, ca từ và nhạc lý của bài hát. Một video quay Jackson hát "Speechless" được đưa vào phim tài liệu năm 2009 về anh, Michael Jackson's This Is It.

## Thực hiện
Michael Jackson đã sáng tác "Speechless" sau một trận đấu bóng nước với trẻ em người Đức. Công việc sáng tác đã diễn ra trong 45 phút. Trong một cuộc phỏng vấn với tạp chí Vibe, Jackson đã nói, "Tôi đã rất vui vẻ sau trận đấu đó đến nỗi tôi đã chạy lên gác nhà của chúng và sáng tác 'Speechless'. Niềm vui đã truyền cảm hứng cho tôi."

## Danh sách track
- Đĩa đơn quảng bá:

1. "Speechless" – 3:18
2. "You Rock My World" (bản phối lại) (hợp tác với Jay-Z) – 3:28